# Alexa Bliss
Alexis Cabrera, de soltera Alexis Kaufman, (Columbus, Ohio, 9 de agosto de 1991) es una luchadora profesional estadounidense. Actualmente trabaja para la empresa WWE, donde se presenta en la marca SmackDown bajo el nombre de Alexa Bliss, donde es la actual Campeona Femenina en Parejas de WWE en conjunto con Charlotte Flair. 
En mayo de 2013, firmó un contrato con WWE y fue asignada al WWE Performance Center y luego a la marca de desarrollo NXT en Orlando, Florida. Bliss debutó en el roster principal en la marca SmackDown, y finalmente se convirtió en Campeona Femenina de SmackDown, además de ser la primera luchadora en ganar el título 2 veces. Fue drafteada a la marca Raw en abril de 2017 y ganó el Campeonato Femenino de Raw más tarde ese mes, convirtiéndose en la primera mujer en ganar el Campeonato Femenino de Raw y el Campeonato Femenino de SmackDown. En febrero de 2018, ganó el primer Women's Elimination Chamber match. En junio de ese mismo año, ganó el Women's Money in the Bank Ladder match y cobró el contrato más tarde esa misma noche para ganar su tercer Campeonato Femenino de Raw. En 2019, Bliss y Nikki Cross ganaron los Campeonatos Femeninos en Parejas de la WWE, lo que convirtió a Bliss en la segunda Campeona Triple Corona. En abril de 2020, Bliss y Cross ganaron por segunda vez los Campeonatos Femeninos en Parejas en WrestleMania 36. En general, Bliss ha ganado siete campeonatos en la WWE, un maletín Money In The Bank, y una Elimination Chamber match.

## Primeros años
Kaufman nació en Columbus, Ohio. Ha estado involucrada en el deporte desde que tenía 6 años, compitiendo en softball, track, kickboxing y gimnasia. En animación, obtuvo el Division I status en colegio. También ha pasado tiempo compitiendo en fisicoculturismo, compitiendo en Arnold Classic desde 2011. A la edad de 15 años, Kaufman sufría un trastorno alimentario que amenazaba su vida, pero el culturismo la ayudó a superarla.

## Carrera

### WWE

#### NXT (2013-2016)

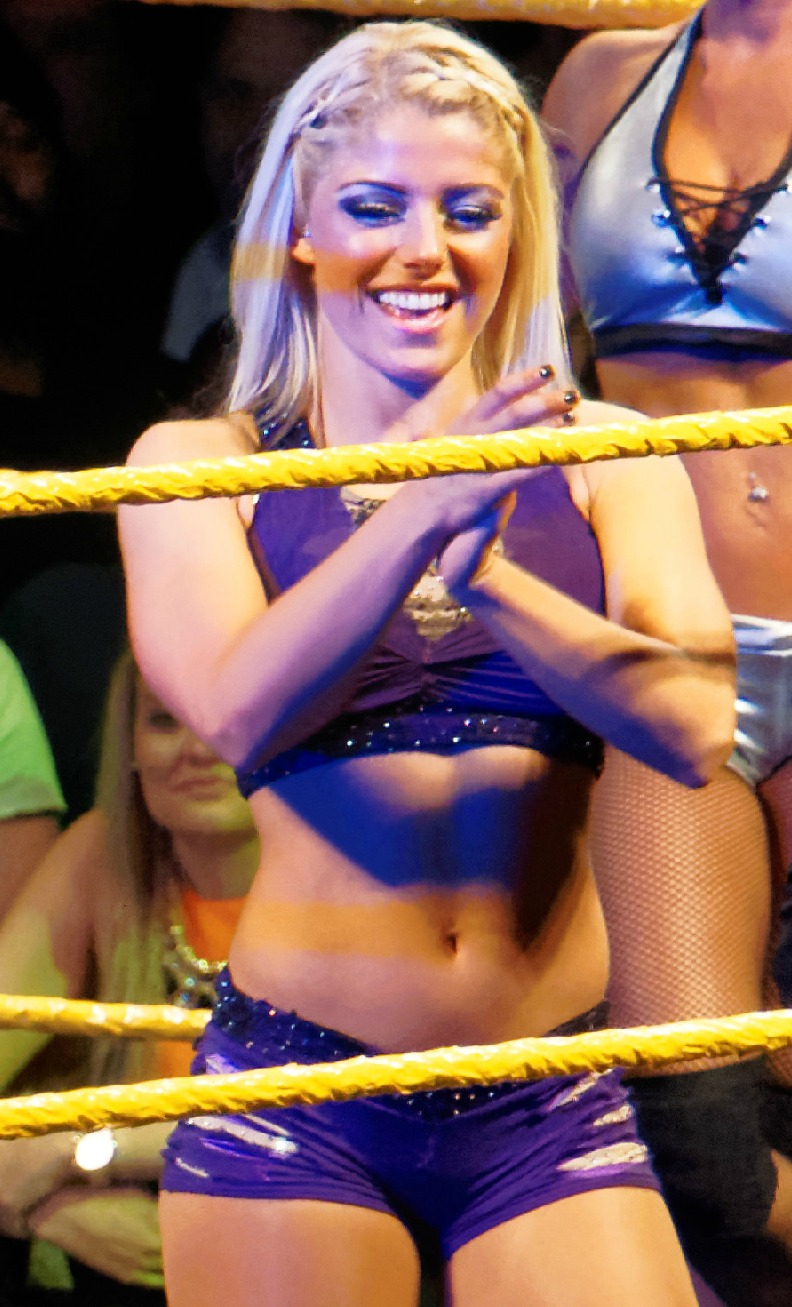
Bliss en marzo de 2015.

Kaufman firmó un contrato con la WWE en mayo de 2013 y fue mandada al territorio de desarrollo de la compañía, NXT. En el episodio del 24 de julio de NXT (que fue grabado el 20 de junio), hizo su primera aparición televisada, felicitando a la inaugural Campeona Femenina de NXT, Paige. En agosto, fue agregada a la página del elenco de NXT de WWE.com y se le asignó el nombre de Alexa Bliss. El 21 de agosto durante un episodio de NXT, Bliss hizo una nueva aparición junto a Tyler Breeze durante un segmento tras bastidores. Actuó como una anunciadora anónima del episodio del 20 de noviembre de NXT. Su primera aparición televisada en el elenco principal se produjo el 6 de abril de 2014 en WrestleMania XXX, cuando jugó un papel en la entrada de Triple H. Hizo su debut televisado en el ring en el episodio del 8 de mayo de NXT, con un gimmick de hada brillante, compitiendo en un torneo por el vacante Campeonato Femenino de NXT. Bliss derrotó a la ex Campeona de Divas Alicia Fox en la primera ronda, pero perdió ante Charlotte en las semifinales. El 19 de junio durante un episodio de NXT, Bliss derrotó a Sasha Banks debido a una interferencia por parte de Charlotte y Summer Rae.
Después de haber estado un tiempo fuera debido a una lesión legítima, Bliss regresó en el episodio del 11 de marzo de 2015 de NXT, donde derrotó a Carmella. La semana siguiente en NXT, Bliss derrotó a la Campeona Femenina de NXT Sasha Banks por cuenta fuera en una lucha no titular, lo que le garantizó a Bliss una lucha por el título contra Banks en el episodio del 25 de marzo de NXT, pero perdió. En el episodio del 13 de mayo de NXT, Bliss derrotó a Carmella después de que los Campeones en Parejas de NXT Buddy Murphy y Wesley Blake crearan una distracción. El 20 de mayo en NXT TakeOver: Unstoppable, Bliss ayudó a Blake & Murphy a retener los Campeonatos en Parejas de NXT contra Colin Cassady & Enzo Amore, formando una alianza con ellos y convirtiéndose en heel en el proceso. En el episodio del 3 de junio de NXT, Bliss nuevamente derrotó a Carmella, con Blake y Murphy en su esquina. En el episodio del 29 de julio de NXT, Bliss ayudó a Blake & Murphy a retener los Campeonatos en Parejas de NXT contra The Vaudevillains (Aiden English y Simon Gotch) y abofeteó tanto a English como a Gotch después del combate. A The Vaudevillains se les otorgó una revancha por los Campeonatos en Parejas de NXT contra Blake & Murphy el 22 de agosto en NXT TakeOver: Brooklyn, los cuales ganaron después de que Blue Pants detuviera a Bliss de proporcionar una distracción durante la lucha. Esto condujo a una lucha entre las dos, donde Bliss derrotó a Blue Pants en una lucha individual en el episodio del 2 de septiembre de NXT.
A lo largo de octubre y noviembre, Bliss estuvo involucrada en un feudo con la Campeona Femenina de NXT Bayley. Las dos se enfrentaron en el evento principal del episodio del 18 de noviembre de NXT, donde Bliss no logró capturar el título. En el episodio del 13 de enero de 2016 de NXT, Bliss compitió en un Battle Royal para determinar a la contendiente número uno al Campeonato Femenino de NXT, pero fue eliminada. En el episodio del 18 de mayo de NXT, Bliss y Blake abandonaron a Murphy, disolviendo oficialmente el trío. En el episodio del 25 de mayo de NXT, Bliss compitió en un Triple Threat match contra Carmella y Nia Jax para determinar a la contendiente número uno al Campeonato Femenino de NXT de Asuka, el cual fue ganado por Jax. En el episodio del 17 de agosto de NXT, fue transmitida la última lucha de Bliss como parte de la marca amarilla, compitiendo en una lucha por equipos junto a Daria Berenato y Mandy Rose, saliendo derrotadas por Carmella, Liv Morgan y Nikki Glencross.

#### Campeona Femenina de SmackDown (2016-2017)

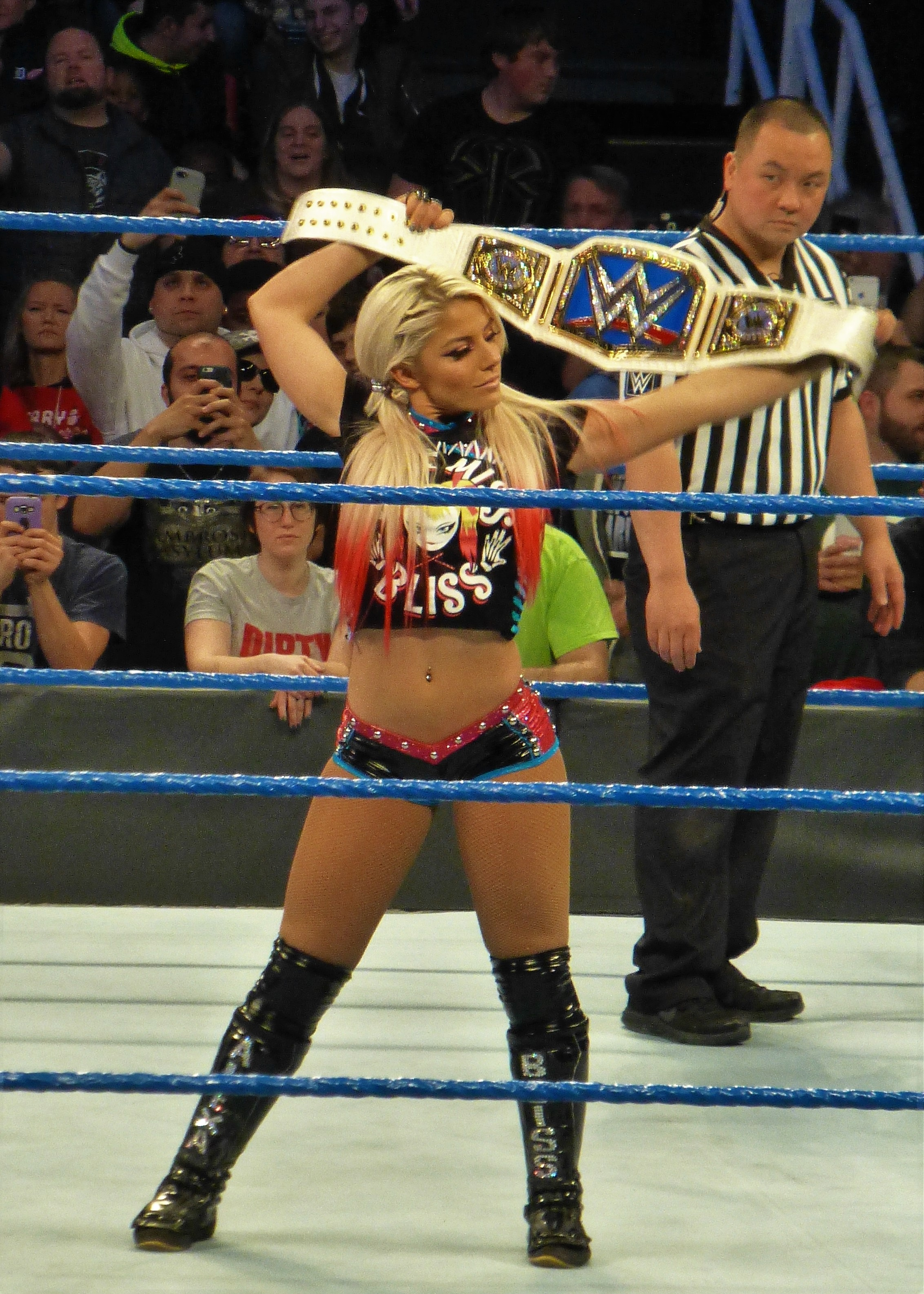
Bliss como Campeona Femenina de SmackDown en diciembre de 2016.

El 19 de julio, Bliss fue reclutada por la marca SmackDown Live como parte del Draft y la nueva separación de marcas de la compañía. Hizo su debut en el elenco principal en el episodio del 26 de julio de SmackDown en un segmento que involucró a la división femenina de la marca. Bliss obtuvo su primera victoria en el elenco principal al derrotar a Becky Lynch en el episodio del 9 de agosto de SmackDown. El 21 de agosto en SummerSlam, Bliss se unió a Natalya & Nikki Bella para enfrentar a Lynch, Carmella y Naomi, saliendo su equipo vencedor tras la cobertura de Nikki sobre Carmella. El 11 de septiembre en Backlash, Bliss compitió en un Six-Pack Elimination Challenge para determinar a la inaugural Campeona Femenina de SmackDown, lucha en la cual fue la primera eliminada, convirtiéndose Becky Lynch en la campeona inaugural.
En el episodio del 13 de septiembre de SmackDown, Bliss ganó un Fatal 5-Way match para ganar una lucha por el título contra Lynch el 9 de octubre en No Mercy. Sin embargo, debido a que Lynch sufrió una lesión legítima, Bliss se enfrentó a Naomi en el evento, siendo derrotada; y la lucha titular fue reprogramada para el episodio del 8 de noviembre de SmackDown, donde Lynch defendió con éxito el título contra Bliss. Bliss formó parte del Team SmackDown en un Traditional Survivor Series Elimination Women's match contra el Team Raw el 20 de noviembre en Survivor Series, donde su equipo perdió el combate. El 4 de diciembre en TLC: Tables, Ladders & Chairs, Bliss derrotó a Lynch en un Tables match para ganar el Campeonato Femenino de SmackDown por primera vez en su carrera.
En el episodio del 17 de enero de 2017 de SmackDown, Bliss defendió exitosamente el título contra Lynch en un Steel Cage match luego de una interferencia de Mickie James, quien se alió con Bliss. El 12 de febrero en Elimination Chamber, Bliss perdió el título ante Naomi. En el episodio del 21 de febrero de SmackDown, Bliss derrotó a Lynch para capturar el título por segunda vez en su carrera, después de que Naomi se viera obligada a abandonar el título debido a una lesión legítima, debido a esto Bliss se convirtió en la primera Campeona Femenina de SmackDown en dos ocasiones. La asociación de Bliss con Mickie James se disolvió poco después y las dos se enfrentarían en una lucha individual en SmackDown, con James derrotando a Bliss. El 2 de abril en WrestleMania 33, Bliss perdió el título ante Naomi en un Six-Pack Challenge que también involucró a Carmella, James, Lynch y Natalya. Bliss y Naomi se enfrentaron en una revancha titular en el episodio del 4 de abril de SmackDown, donde Bliss fue nuevamente derrotada.

#### Campeona Femenina de Raw (2017-2018)

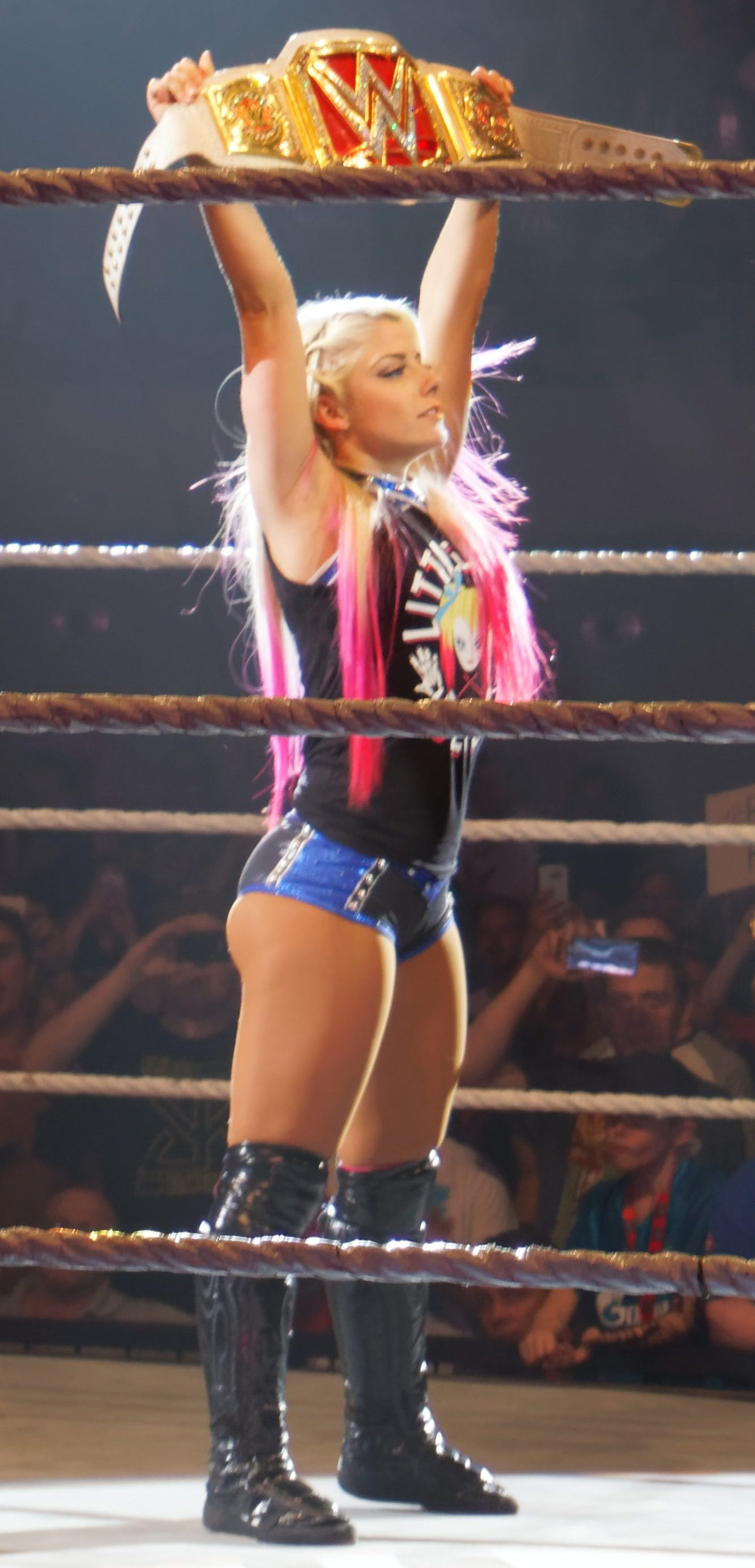
Bliss como Campeona Femenina de Raw en mayo de 2017.

El 10 de abril Alexa Bliss fue traspasada a la marca Raw como parte del Superstar Shake-up, confrontando a la Campeona Femenina de la marca, Bayley. Una semana después en Raw, Bliss ganó un Fatal 4-Way match para convertirse en la contendiente número uno al título de Bayley. El 30 de abril en Payback, Bliss derrotó a Bayley para ganar el Campeonato Femenino de Raw por primera vez en su carrera, convirtiéndose en la primera mujer en ganar el Campeonato de Raw y el Campeonato Femenino de SmackDown en el proceso. En una revancha titular entre las dos, que tuvo lugar el 4 de junio en Extreme Rules, Bliss retuvo el título ante Bayley en un Kendo Stick-on-a-Pole match. Después del combate, muchos sitios criticaron el mismo por ser corto y muy malo, Dave Meltzer inclusive lo nominó a la peor lucha del año. La noche siguiente en Raw, Bliss defendió exitosamente el título ante Nia Jax debido a una interferencia de Mickie James y Dana Brooke. Luego de eso, Bliss comenzó un feudo con Sasha Banks, a quien derrotó el 9 de julio en Great Balls of Fire por cuenta fuera antes de perder el título ante Banks el 20 de agosto en SummerSlam. Bliss recuperó el título ocho noches después en Raw al derrotar a Banks, siendo traicionada por Nia Jax tras la lucha.
Posteriormente, se pactó una revancha titular entre Bliss y Banks para el 24 de septiembre en No Mercy, pero durante las siguientes semanas, Bayley, Nia Jax y Emma fueron añadidas a la lucha, convirtiéndola en un Fatal 5-Way match. En el evento, Bliss logró retener el Campeonato Femenino de Raw luego de cubrir a Bayley tras un Bliss DDT. La noche siguiente en Raw, Bliss fue confrontada por Mickie James debido a los comentarios que Bliss hizo sobre ella burlándose sobre su edad. En TLC: Tables, Ladders & Chairs, Bliss derrotó a James para retener el título. En Survivor Series, Bliss fue derrotada por la Campeona Femenina de SmackDown Charlotte Flair por rendición en un combate campeona vs. campeona sin los títulos en juego.
A inicios de 2018, Bliss volvió a asociarse con Mickie James, luego de salvarla de un ataque de Absolution (Sonya Deville y Mandy Rose). El 25 de febrero de 2018 en Elimination Chamber, Bliss ganó el primer Women's Elimination Chamber match en la historia, reteniendo exitosamente su título ante Mickie James, Sasha Banks, Bayley, Sonya Deville y Mandy Rose. Paralelamente a sus actividades como luchadora individual, Bliss participó en el torneo Mixed Match Challenge con Braun Strowman como su compañero, y el dúo pudo clasificarse para las semifinales del torneo, donde fueron derrotados por los eventuales ganadores Asuka & The Miz. El 8 de abril en WrestleMania 34, Bliss perdió el título ante Nia Jax, terminando su reinado a los 223 días. El 6 de mayo en Backlash, Bliss invocó su cláusula de revancha y se enfrentó a Nia Jax en una lucha por el título, sin embargo, no tuvo éxito en recuperar el campeonato y sufrió una lesión en el hombro durante la lucha.
Poco después de perder el título, a mediados de mayo, Bliss ganó un Triple Threat match contra Bayley y Mickie James para ganarse un lugar en el Women's Money in the Bank Ladder match, el cual ganaría el 17 de junio en Money in the Bank. Esa misma noche, Bliss hizo efectivo su contrato de Money in the Bank contra Nia Jax, después de atacar tanto a Jax como a Ronda Rousey, ganando el Campeonato Femenino de Raw por tercera vez en su carrera. Esto la convirtió en la primera mujer, y la tercera superstar en general, en cobrar el contrato de Money in the Bank la misma noche después de ganarlo. En Extreme Rules, Bliss retuvo el campeonato contra Jax en el primer Extreme Rules match entre mujeres en la historia, lo que puso fin a su feudo. El 19 de agosto en SummerSlam, Bliss perdió el campeonato ante Ronda Rousey, y no pudo recuperarlo en una revancha titular el 16 de septiembre en Hell in a Cell.

#### Tiempo fuera del ring (2018-2019)
En octubre, Bliss y James comenzaron un feudo con las integrantes del Salón de la Fama de WWE, Trish Stratus y Lita, lo que finalmente llevó al anuncio de una lucha por equipos en el primer evento exclusivo de la división femenina en la historia, Evolution. Sin embargo, solo tres días antes del evento, el 25 de octubre, se anunció que Bliss fue retirada de la lucha debido a una conmoción cerebral que sufrió durante su combate contra Ronda Rousey en un House Show, por lo que fue reemplazada por Alicia Fox. A pesar de su inactividad en el ring, Bliss continuó apareciendo con regularidad en la programación de la WWE. En noviembre, se anunció a Bliss como la capitana del Team Raw para un Traditional Survivor Series Elimination Women's match contra el Team SmackDown en Survivor Series. El equipo de Bliss fue victorioso en el evento, siendo Nia Jax la única sobreviviente después de eliminar a Asuka. En el episodio del 26 de noviembre de Raw, Bliss fue nombrada por el gerente general interino, Baron Corbin, como la supervisora de la división femenina de Raw. En diciembre, el rol de Bliss y otras figuras de autoridad se eliminaron después de que la familia McMahon anunció que volverían a hacerse cargo tanto de Raw como de SmackDown.
A partir del episodio del 7 de enero de 2019 de Raw, Bliss recibió un segmento de entrevista llamado "A Moment of Bliss", donde entrevista a varios invitados. El 27 de enero en Royal Rumble, después de una ausencia en el ring de casi cinco meses, Bliss compitió en su primer Women's Royal Rumble match, con duración de casi 13 minutos y eliminando a Ember Moon y Sonya Deville antes de que ser eliminada por Bayley y Carmella. La noche siguiente en Raw, Bliss & Mickie James fueron derrotadas por Nia Jax & Tamina Snuka en una lucha clasificatoria a un Elimination Chamber match por los recién creados Campeonatos Femeninos en Parejas de WWE en Elimination Chamber. El 11 de marzo, se anunció que Bliss sería la anfitriona de WrestleMania 35. En WrestleMania 35, Bliss dio inicio al evento, presentando al miembro del Salón de la Fama de WWE, Hulk Hogan, y apareciendo durante 2 ocasiones más durante la noche. El 8 de abril en el episodio post-WrestleMania de Raw, Bliss derrotó a Bayley en su primera lucha individual desde su pausa en la competencia en el ring a finales de 2018.

#### Equipo con Nikki Cross (2019-2020)
En el episodio del 29 de abril de Raw, Bliss anunció a los participantes de su marca para las Money in the Bank Ladder matches femenina y masculina que serían celebradas en el PPV homónimo, incluyéndose así misma, sin embargo, el 16 de mayo la WWE anunció que Bliss no podría competir en la lucha porque no tenía el alta médica, siendo reemplazada por Nikki Cross. A raíz de esto, Bliss y Cross comenzaron un ángulo teniendo varios segmentos y luchas por equipo juntas, durante estas se apreciaba como Alexa manipulaba a Nikki por ser "la nueva" del elenco principal y no tener amigas, ofreciéndole convertirse en su primera amistad dentro de Raw, Nikki en respuesta empezó a tener el rol de su protectora, convirtiéndose justamente en lo que Alexa había planeado después de ya no tener a ninguna luchadora de su lado. 
A lo largo de las semanas, Alexa reavivó su feudo con Bayley al ganar una oportunidad titular  por el Campeonato Femenino de SmackDown en WWE Stomping Grounds, mismo en el que se vio envuelta Cross después de que Bayley les costara una lucha titular por los Campeonatos en Parejas. A pesar de que Alexa perdió su lucha titular en Stomping Grounds, Nikki le ganó otra oportunidad para Extreme Rules, esta vez en una lucha en desventaja de 2 contra 1 en la que también ella participaría después de derrotar a Bayley en dos ocasiones, sin embargo, salieron derrotadas. Después de esta rivalidad, el enfoque de la historia entre Nikki y Alexa cambió, Bliss ya no manipulaba a Cross, sino que se convirtió genuinamente en su amiga y compañera de equipo, cambiando a face por primera vez en su carrera desde su debut en NXT. Bliss y Cross empezarían a llamarse Bliss Cross Applesauce, enfrentando a los diferentes equipos de la división femenina. 
El 5 de agosto en Raw, Bliss y Cross ganan por primera vez los Campeonatos femeninos en parejas al derrotar a Fire & Desire (Mandy Rose y Sonya Deville), The Kabuki Warriors y The IIconics, teniendo su primera defensa exitosa ante estas últimas en el Kickoff de SummerSlam esa misma semana. Gracias a este logro, Bliss se convirtió en la segunda Campeona Triple Corona. En el mes de agosto y septiembre retuvieron exitosamente los campeonatos ante Fire & Desire y The Kabuki Warriors, equipos con los que tuvieron breves rivalidades. El 16 de septiembre en Raw, Bliss y Cross perdieron ante Sasha Banks y Bayley en una lucha no titular, las siguientes semanas mantuvieron una pequeña racha de derrotas contra estas hasta llegar al 6 de octubre en Hell in a Cell, donde perdieron los Campeonatos en parejas al ser derrotadas por las Kabuki Warriors, terminando así su reinado de 62 días.
El 11 de octubre debido al Draft, se anunció que Bliss permanecería en la marca Raw. Sin embargo, al igual que Cross, Bliss fue traspasada a la marca SmackDown el 15 de octubre, el anuncio fue dado por el director de operaciones Triple H durante el estreno del programa WWE Backstage en Fox Sports. Después de una breve ausencia, Bliss regresó en el episodio del 29 de noviembre de SmackDown, salvando a Cross de un ataque de Mandy Rose y Sonya Deville, comenzando un feudo entre los dos equipos . La semana siguiente en SmackDown, Bliss derrotó a Rose en una lucha individual. En el episodio del 13 de diciembre de SmackDown, Bliss & Cross vencieron a Fire & Desire.
En el episodio del 3 de enero de 2020 de SmackDown, Bliss & Cross perdieron ante Lacey Evans & Dana Brooke un Triple Threat Tag Team match, el cual también incluyó al equipo de Bayley & Sasha Banks. La semana siguiente en SmackDown, perdió contra Mandy Rose, luego de una distracción de Otis. En el episodio del 17 de enero de SmackDown, Bliss derrotó a Sonya Deville. El 26 de enero en Royal Rumble, Bliss ingresó al Women's Royal Rumble match como la número 1, donde eliminó a Kairi Sane, Mia Yim y Chelsea Green antes de ser eliminada por Bianca Belair. En el episodio del 7 de febrero de SmackDown, Bliss perdió contra Carmella un Fatal 4-Way match donde también compitieron Naomi y Dana Brooke, por lo que no se convirtió en la contendiente número uno al Campeonato Femenino de SmackDown.
En el episodio del 13 de marzo de SmackDown, Bliss & Cross fueron derrotadas por Bayley & Sasha Banks debido a una interferencia de Asuka. 
En el episodio del 20 de marzo de SmackDown, Bliss desafío a Asuka a una lucha individual, la cual tuvo lugar la siguiente semana, donde Bliss salió victoriosa. Después de eso, se pactó una lucha por los Campeonatos Femeninos en Parejas de WWE 
entre The Kabuki Warriors y el dúo de Bliss y Cross en WrestleMania 36. En la noche uno del evento, Bliss y Cross derrotaron a The Kabuki Warriors para ganar los Campeonatos Femeninos en Parejas por segunda vez. En el siguiente episodio de SmackDown, Bliss & Cross derrotaron nuevamente a The Kabuki Warriors para retener los títulos, terminando el feudo. En el episodio del 24 de abril de SmackDown, Bliss & Cross retuvieron los campeonatos ante Carmella & Dana Brooke. En el episodio del 11 de mayo de Raw durante un segmento de "A Moment Of Bliss", Bliss y Cross fueron interrumpidas y posteriormente derrotadas por The IIconics (Peyton Royce y Billie Kay), empezando un breve feudo titular que culminó con la defensa exitosa de Alexa y Nikki el 28 de mayo. Sin embargo, en el episodio del 5 de junio de Smackdown, el dúo perdió los títulos ante The Golden Role Models (Bayley y Sasha Banks), haciendo que su reinado terminara a los 62 días. En Backlash, Alexa y Nikki no tuvieron éxito al recuperar los campeonatos en parejas en una lucha que también involucró a The IIconics, después de que Bliss fuera cubierta por Banks.

#### Alianza con The Fiend y personaje sobrenatural (2020-2021)
A pesar de que Nikki estaba molesta con Alexa al responsabilizarla por sus derrotas ante Bayley, esta la siguió apoyando hasta entrar a  una storyline que involucró a Braun Strowman y The Fiend, específicamente en el segmento donde Bliss fue atacada por este último al ser abandonada una vez más por Nikki. En las siguientes semanas, Bliss empezaría a comportarse de forma extraña con Cross a pesar de haber aceptado sus disculpas, entrando en una especie de trance que la privaba del uso de razón, el estado al que entraba provocó que Alexa atacara a Nikki con el movimiento de firma de The Fiend, The Sister Abigail, durante una lucha por parejas donde enfrentaron a Lacey Evans y Tamina, abandonando el combate. En el Smackdown del 25 de septiembre, Bliss enloqueció durante una lucha individual ante Lacey Evans, quedando sin resultado al ser descalificada. Al final del encuentro, The Fiend apareció en las pantallas, demostrando que Alexa estaba bajo su control. El 2 de octubre en Smackdown, Alexa fue entrevistada por Kevin Owens en The KO Show, donde éste le reprochó la actitud que tomó las últimas semanas, sin embargo, The Fiend apareció solo para atacarlo, culminando la entrevista con él y Bliss tomándose de las manos. Después de semanas de Nikki intentando hacerla entrar en razón, Alexa la atacó el 16 de noviembre en Raw, culminando definitivamente con su alianza y empezando un breve feudo que las llevó a enfrentarse por algunas semanas, con Bliss llevándose la victoria en cada ocasión gracias a sus "poderes sobrenaturales" que provocaban que Nikki tuviera alucinaciones.
En Royal Rumble, compitió en la Rumble femenina entrando como la #27, sin embargo, fue eliminada por Rhea Ripley. De enero a marzo de 2021, la apariencia de Bliss cambió continuamente llegando a verse más oscura a medida que comenzó a interferir constantemente en los combates de Orton. Esta transformación se intensificó para su lucha intergénero programada contra este en Fastlane, donde empezó a utilizar maquillaje negros en boca y párpados. Durante el combate, atacó a Orton con sus poderes sobrenaturales, como hacer caer una plataforma de iluminación y lanzarle una bola de fuego. Al final, The Fiend hizo su regreso atacando a Orton, haciendo que Bliss ganara el combate. En la noche 2 de WrestleMania 37, Orton y The Fiend tuvieron otra lucha. En el evento, The Fiend surgió del interior de una caja sorpresa como parte de su entrada, misma de la cual saldría Bliss más tarde durante el combate, esta vez con líquido negro vertiéndose por su cara, provocando que The Fiend se distrajera dándole la oportunidad a Orton de rematarlo con un RKO para obtener la victoria. La noche siguiente en Raw, Bliss declaró que ya no necesitaba a The Fiend a pesar de que él había sido su mentor, seguido de sus declaraciones, presentó a su nueva amiga, una muñeca de aspecto demoníaco llamada Lilly.

#### Varias historias (2021-presente)
A lo largo de mayo y junio, Bliss empezó a participar en diferentes tipos de luchas como face, sin embargo, el cambio no se confirmó hasta culminar el ángulo que mantuvo con Shayna Baszler, a quien finalmente derrotó en Hell in a Cell. Seguido de en el episodio del 12 de julio de Raw, Alexa comenzó un nuevo feudo con Eva Marie y su aprendiz, Doudrop, quienes la atacaron e interrumpieron sus luchas por semanas. La rivalidad culminó con Alexa derrotando a Doudrop el 9 de agosto en Raw y posteriormente a Eva en SummerSlam.
En Extreme Rules perdió su victoria por el Campeonato Femenino de Raw ante Charlotte Flair, después de su derrota Flair terminó por destrozar a la muñeca Lilly. Tras este combate, Bliss se tomaría tiempo fuera debido a que se sometería a una cirugía nasal.
En febrero de 2022 en Raw, se anunció que Bliss haría su regreso para Elimination Chamber como la participante sorpresa de la Elimination Chamber match femenina por una oportunidad por el Campeonato Femenino de Raw. Sin embargo, en el evento fue eliminada por la ganadora Bianca Belair, cuando previamente eliminó a Liv Morgan. Nuevamente se ausentó de la programación, según algunos rumores era por su futura boda en la vida real, pero en realidad era por falta de planes creativos para ella en el corto plazo. El 9 de mayo en Raw, Bliss, siendo anunciada por el oficial de la WWE Adam Pearce, hizo su regreso al derrotar a Sonya Deville después de que se rescindiera el contrato de esta última como funcionaria. Durante un combate por equipos en el episodio del 18 de julio, Bliss ganó el Campeonato 24/7 de la WWE por primera vez al cubrir a Nikki A.S.H. antes de perder inmediatamente el título ante Doudrop. Luego en agosto, junto a Asuka (con quien tuvo combates en equipos) y la Campeona Femenina Bianca Belair comenzaron una rivalidad con Damage CTRL (Bayley, Dakota Kai & Iyo Sky) tras los continuos ataques. En el episodio del 8 de agosto, Bliss y sus compañeras fueron desafiadas por el equipo de Bayley a un combate en Clash at the Castle, que fue aceptado por Belair. En dicho evento, las técnicas fueron derrotadas por Damage CTRL. En el episodio del 31 de octubre, ella y Asuka derrotaron a Kai y Sky para ganar el Campeonato Femenino en Parejas de la WWE, siendo su tercer reinado con este título y el primero junto a una compañera distinta. En una revancha titular realizada en Crown Jewel, perdieron la campeonatos ante Kai y Sky debido a una interferencia de Nikki Cross. Desde que Bray Wyatt regresara a la WWE en octubre, Bliss comenzaría a tener ocasionalmente segmentos en backstage o en el ring interrumpidos por destellos de imágenes relacionadas con Wyatt y el Uncle Howdy, un nuevo personaje relacionado con él. 
En el episodio del 2 de enero de 2023 de Raw, siguió su rivalidad con Belair enfrentándose las dos por el campeonato femenil de Raw, pero durante la contienda fue distraída por miembros de la multitud que usaban máscaras del Uncle Howdy. Esto haría que Alexa se transformara y atacara brutalmente tanto al árbitro como a Belair, lo que provocó su derrota vía descalificación y Belair retuviera el título. Luego, en Royal Rumble se enfrentó a Belair en una revancha titular, pero fue nuevamente derrotada. En mayo, Bliss se tomaría un tiempo fuera debido a la enfermedad de piel que afrontaba y posteriormente a su embarazo.
Alexa Bliss hizo finalmente su regreso a wwe en el evento Royal Rumble el 1 de febrero de 2025, entrando como la participante número 21, no logrando ganar siendo eliminada por Liv Morgan.

## Otros medios
Bliss ha aparecido en cinco videojuegos de la WWE, haciendo su debut en el juego WWE 2K17, y desde entonces ha aparecido en WWE 2K18, WWE 2K19, WWE 2K20, WWE 2K22, WWE 2K23 y WWE 2K24. En 2020 se confirmó a Bliss como personaje jugable del juego WWE 2K Batlegrounds.
El 24 de julio de 2017, se anunció que Bliss se uniría a la séptima temporada de Total Divas. 
Bliss es una fanática del cosplay, el cual ha inspirado a muchos de sus trajes de lucha, como por ejemplo Freddy Krueger, Harley Quinn, Iron Man, The Riddler, Supergirl, Chucky, Buzz Lightyear, entre otros.

## Filmografía
| Año       | Título         | Rol        | Notas                                                                     |
| --------- | -------------- | ---------- | ------------------------------------------------------------------------- |
| 2015–2018 | Total Divas    | Ella misma | Invitada (temporadas 6 & 8) Reparto principal (temporada 7): 15 episodios |
| 2017–2018 | Walk the Prank | Ella misma | Invitada (temporada 2, episodios 25 y 26)                                 |
| 2021      | Punky Brewster | Ella misma | Invitada (temporada 1, episodio 6)                                        |

## Vida personal
Kaufman es una ávida fanática de Disney, a lo que atribuye a los anuales viajes familiares al Walt Disney World desde los tres años, a pesar de que su familia no fuese adinerada. También es fanática de los Columbus Blue Jackets, un equipo profesional de hockey sobre hielo situado en su ciudad natal (Columbus). Kaufman ha citado a Trish Stratus y a Rey Mysterio como sus influencias en lucha libre. Kaufman es además, amiga de la también luchadora Nia Jax desde NXT, donde compartían la misma habitación durante los tour de NXT. Kaufman posee hipermovilidad de sus brazos, lo cual le permite flexionarlos más de lo normal, fingió una fractura de brazo en una lucha contra Becky Lynch en un SmackDown Live de 2016, en una lucha contra Sasha Banks en el PPV WWE Great Balls of Fire de 2017 y más recientemente luchando contra Ronda Rousey cuando esta última le aplicaba una palanca al brazo en SummerSlam 2018 gracias a esta habilidad.
A principios del 2017 se hizo público que tenía una relación sentimental con su entonces compañero en la WWE, Matthew Adams, ambos adoptaron a un cerdo mascota llamado Larry Steve e incluso se comprometieron en matrimonio en 2018, sin embargo, en mayo de 2019 ambos confirmaron su separación aunque seguían frecuentándose por su mascota, la cual falleció dos años después. En 2020, Kaufman confirmó mantener una relación sentimental con Ryan Cabrera, comprometiéndose en matrimonio el año siguiente, aunque postergado por la pandemia de COVID-19 realizándose el matrimonio el 9 de abril de 2022. En mayo de 2023, Kaufman reveló que esperaba su primer hijo con Cabrera para diciembre del mismo año. El 27 de noviembre de 2023, dieron la bienvenida a su hija, Hendrix Cabrera Kauffman.
En marzo de 2023, reveló por medio de una storie de Instagram que tenía cáncer de piel, específicamente carcinoma de células basales causado por el uso de equipos de bronceado.

## Campeonatos y logros
- World Wrestling Entertainment/WWE
  - SmackDown Women's Championship (2 veces)
  - Raw Women's Championship (3 veces)
  - WWE Women's Tag Team Championship (4 veces, actual) – con Nikki Cross (2), Asuka (1), Charlotte Flair (1)
  - WWE 24/7 Championship (1 vez)
  - Women's Money in the Bank (2018)
  - Elimination Chamber (2018)
  - Triple Crown Championship Femenina (Segunda)

- Pro Wrestling Illustrated
  - Situada en el n.º 29 en los PWI Female 50 de 2016[153]
  - Situada en el n.º 3 en los PWI Female 50 de 2017[154]
  - Situada en el n.º 1 en los PWI Female 100 de 2018
  - Situada en el Nº12 en el PWI Female 100 en 2019
  - Situada en el Nº20 en el PWI Female 100 en 2020
  - Situada en el Nº22 en el PWI Female 150 en 2021
  - Situada en el Nº30 en el PWI Female 150 en 2022